# الخوارزمية الكمية لتقدير الطور
الخوارزمية الكمية لتقدير الطور (يشار إليها أيضًا باسم خوارزمية تقدير القيمة الذاتية الكمية ) ، هي خوارزمية كمومية لتقدير الطور (أو القيمة الذاتية) لمتجه ذاتي لمؤثر وحدوي. بتعبير أدق ، بالنظر إلى مصفوفة وحدوية {\displaystyle U} والحالة الكمومية " {\displaystyle |\psi \rangle }" مثل {\displaystyle U|\psi \rangle =e^{2\pi i\theta }|\psi \rangle } ، تقوم الخوارزمية بتقدير قيمة زاوية الطور " {\displaystyle \theta }" في ظل احتمالية عالية ضمن الخطأ الإضافي {\displaystyle \varepsilon } ، وذلك باستخدام عدد "{\displaystyle O(\log(1/\varepsilon ))}" من الكيوبتات (بدون حساب تلك المستخدمة لترميز متجه الحالة الذاتي) و " {\displaystyle O(1/\varepsilon )}" من العمليات المتحَكَّم بها U.
كثيرًا ما يستخدم تقدير الطور كإجراء فرعي في خوارزميات الكم الأخرى ، مثل خوارزمية شور  :131 وخوارزمية الكم لأنظمة المعادلات الخطية .

## المسألة
لنفترض أن U مؤثر وحدوي يؤثر على m من كيوبتات لها متجه ذاتي {\displaystyle |\psi \rangle } كمثال:{\displaystyle U|\psi \rangle =e^{2\pi i\theta }\left|\psi \right\rangle }
بحيث تكون : {\displaystyle 0\leq \theta <1} .
نود أن نجد قيمة الذات " {\displaystyle e^{2\pi i\theta }}" للمتجه {\displaystyle |\psi \rangle } ،و فعل ذلك في هذه الحالة يكافئ أن تُقدر قيمة زاوية الطور {\displaystyle \theta } ، إلى حدٍّ من الدقة معدود. ثُمَّ تمثل قيمة الذات بالصيغة {\displaystyle e^{2\pi i\theta }}، وبما أن U عبارة من مؤثر وحدوي معرف على مساحة متجهات مركبة ، لذلك يجب أن تكون قيم الذات أعداداً مركبة قيمتها المطلقة مساوية للعدد 1.